# Dunn Center
Dunn Center és una població dels Estats Units a l'estat de Dakota del Nord. Segons el cens del 2000 tenia 122 habitants.

## Demografia
Segons el cens del 2000, Dunn Center tenia 122 habitants, 58 habitatges, i 33 famílies. La densitat de població era de 117,8 hab./km².
Dels 58 habitatges en un 15,5% hi vivien nens de menys de 18 anys, en un 50% hi vivien parelles casades, en un 3,4% dones solteres, i en un 43,1% no eren unitats familiars. En el 36,2% dels habitatges hi vivien persones soles el 20,7% de les quals corresponia a persones de 65 anys o més que vivien soles. El nombre mitjà de persones vivint en cada habitatge era de 2,1 i el nombre mitjà de persones que vivien en cada família era de 2,67.
Per edats la població es repartia de la següent manera: un 16,4% tenia menys de 18 anys, un 4,9% entre 18 i 24, un 23% entre 25 i 44, un 32,8% de 45 a 60 i un 23% 65 anys o més.
L'edat mediana era de 49 anys. Per cada 100 dones de 18 o més anys hi havia 92,5 homes.
La renda mediana per habitatge era de 23.500 $ i la renda mediana per família de 27.500 $. Els homes tenien una renda mediana de 18.750 $ mentre que les dones 16.071 $. La renda per capita de la població era de 13.736 $. Entorn del 8,3% de les famílies i el 9,6% de la població estaven per davall del llindar de pobresa.

## Poblacions més properes
El següent diagrama mostra les poblacions més properes.